# Flassigny
Flassigny är en kommun i departementet Meuse i regionen Grand Est (tidigare regionen Lorraine) i nordöstra Frankrike. Kommunen ligger i kantonen Montmédy som tillhör arrondissementet Verdun. År 2022 hade Flassigny 45 invånare.

## Befolkningsutveckling
Antalet invånare i kommunen Flassigny
| Referens: INSEE |